# P50 (áp suất)
Trong hóa sinh, p50 biểu thị áp suất riêng phần của khí cần thiết để đạt được độ bão hòa 50% của các vị trí gắn protein cụ thể. Giá trị của p50 tương quan nghịch với ái lực cơ chất; giá trị thấp hơn tương ứng với ái lực cao hơn và ngược lại. Thuật ngữ này tương tự như hằng số Michaelis-Menten (KM), xác định nồng độ cơ chất cần thiết cho một enzyme để đạt được 50% tốc độ phản ứng tối đa của nó.
Khái niệm p50 có nguồn gốc từ việc xem xét độ bão hòa phân đoạn của protein bằng khí. Hãy tưởng tượng myoglobin, một protein có khả năng liên kết một phân tử oxy, theo phản ứng thuận nghịch dưới đây, có hằng số cân bằng K (cũng là hằng số phân ly, vì nó mô tả một sự kiện phân ly liên kết thuận nghịch) bằng với sản phẩm về nồng độ (ở trạng thái cân bằng) của myoglobin tự do và oxy tự do, chia cho nồng độ của phức hợp myoglobin-oxy.
{\displaystyle {\ce {Mb+O_{2}<=>Mb\cdot O_{2}}}}
{\displaystyle {\ce {\it {{K}={\rm {\frac {[Mb][O_{2}]}{[Mb\cdot O_{2}]}}}}}}}
Độ bão hòa phân đoạn YO2 của myoglobin là tỷ lệ của tổng nồng độ myoglobin được tạo thành từ myoglobin liên kết oxy, có thể được sắp xếp lại thành nồng độ oxy tự do trên tổng nồng độ đó và hằng số phân ly K. Vì oxy diatomic là một chất khí, nồng độ của nó trong dung dịch có thể được coi là áp suất riêng phần.
{\displaystyle Y_{O_{2}}={\rm {{\frac {[Mb\cdot O_{2}]}{[Mb]+[Mb\cdot O_{2}]}}\Rightarrow {\rm {{\frac {[O_{2}]}{\it {{K}\,{\rm {+\,[O_{2}]}}}}}\Rightarrow {\rm {\frac {\it {p{\rm {O_{2}}}}}{\it {{K}\,{\rm {+\,{\it {p{\rm {O_{2}}}}}}}}}}}}}}}}
Từ việc xác định p50 là áp suất riêng phần mà tại đó độ bão hòa phân đoạn là 50%, chúng ta có thể suy ra rằng trên thực tế nó bằng hằng số phân ly K.
{\displaystyle {\frac {p_{50}}{K+p_{50}}}=0.5\Rightarrow p_{50}=K}
Ví dụ, p50 của myoglobin cho O2 là 130 pascal trong khi P50 cho hemoglobin là 3,5 kPa. Do đó, khi áp suất riêng phần O2 thấp, O2 liên kết với hemoglobin dễ dàng chuyển sang myoglobin hơn. Myoglobin, được tìm thấy ở nồng độ cao trong mô cơ, sau đó có thể chuyển oxy đến các tế bào cơ của mô cơ, nơi nó sẽ được sử dụng trong việc tạo ra năng lượng để thúc đẩy sự co cơ.